# Верховный Совет Автономной Республики Аджария
Верховный совет Аджарской Автономной Республики — высший представительный и законодательный орган Аджарской Автономной Республики Грузии. Здание Совета находится в Батуми и состоит из 21 члена, которые избираются сроком на четыре года. Глава данного органа назначается президентом Грузии, который также имеет полномочия распустить Ассамблеи государств и правительств и отменять решения местных органов власти по вопросам, которые противоречат Конституции Грузии.

## Список Председателей Верховного совета Аджарии
| № | Председатель (годы жизни)      | Фотография | Начало полномочий    | Окончание полномочий | Примечания                                   |
| 1 | Аслан Абашидзе (род. 1938)     |            | 15 марта 1991 года   | 2001                 | Фактически руководил Аджарией с 1991 по 2004 |
| 2 | Георгий Цинцкиладзе ()         |            | 2001                 | ?                    |                                              |
| — | Леван Варшаломидзе (род. 1972) |            | 15 марта 2004 года   | 20 июля 2004 года    |                                              |
| 3 | Михаил Махарадзе (род. 1946)   |            | 20 июля 2004 года    | 28 октября 2012 года |                                              |
| 4 | Беридзе, Автандил (род. 1955)  |            | 28 октября 2012 года | 28 ноября 2016 года  |                                              |
| 5 | Габаидзе, Давид (род. 1980)    |            | 28 ноября 2016 года  |                      |                                              |

## Фракции
- Грузинская мечта
- Единое национальное движение